# Vittore Trincavelli

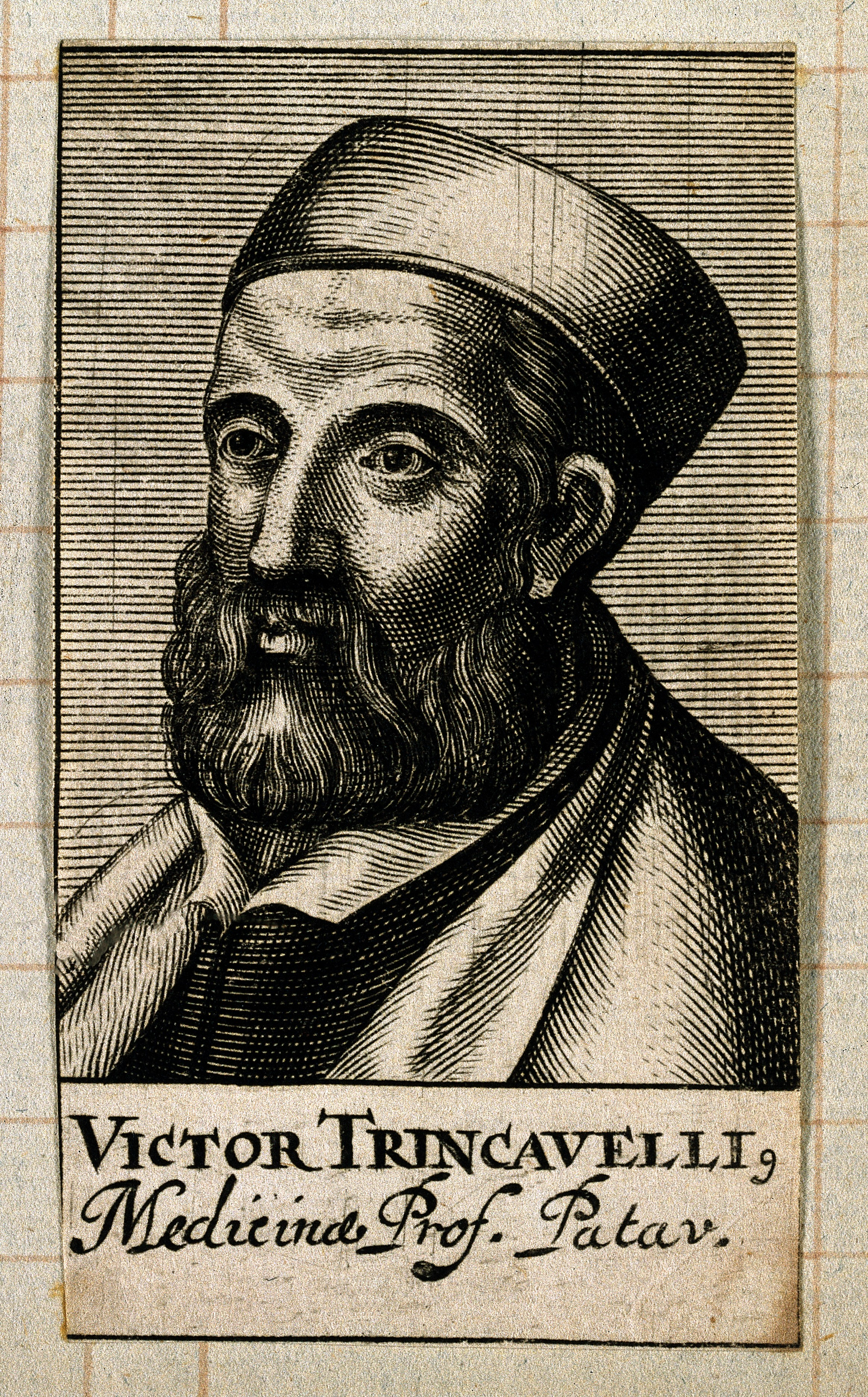
Professor Trincavelli in Padua (gravure)

Vittore Trincavelli (Venetië, 23 februari 1489 – aldaar, 21 augustus 1563) was een Italiaans medicus en classicus van Oudgrieks, alsook filosoof. Hij was hoogleraar praktische geneeskunde (1551-1563) aan de universiteit van Padua in de republiek Venetië.
Zijn naam in het Latijn was Victor Trincavellinus.

## Levensloop
In Venetië, hoofdstad van de gelijknamige republiek, groeide Trincavelli op. Hij was de zoon van Bernardo Trincavelli en Orsa Moro. Zijn vader stuurde hem naar Padua om kennis van Oudgrieks en Latijn op te doen. Dit deed hij aanvankelijk aan de universiteit van Padua. Om zich verder toe te leggen op de Griekse Oudheid trok hij naar de universiteit van Bologna, in de Pauselijke Staat. Alles samen studeerde Trincavelli zeven jaar in Bologna. Afgestudeerd was hij onderlegd in de Klassieke Talen alsook in de geneeskunde. Zijn bijnaam in Bologna was ‘de Griek’ omwille van zijn brede kennis van Oudgriekse schrijvers en vooral van medici. Hij was een medicus-classicus in Oudgrieks geworden.
In 1523 aanvaardde het College van Medici van Venetië hem als praktiserend medicus. Zijn praktijk deed Trincavelli op de eilandjes Murano in de Lagune van Venetië. Tegelijkertijd gaf hij lessen filosofie aan Venetianen in de Scuola di Rialto en publiceerde hij in de jaren 1520-1540 bij Venetiaanse uitgevers eigen vertalingen van Oudgriekse geschriften.
In Venetië wierp Trincavelli zich meer en meer op als medicus die terugkeerde naar de oorspronkelijke teksten van Hippocrates en Galenus. Trincavelli vormde een tegenbeweging tegen de Arabisch-geïnspireerde geneeskunde door Avicenna, die zich ook beriep op Hippocrates en Galenus. Trincavelli baseerde zich enkel op de Oudgriekse geneeskunde. Zo was hij een grote aanhanger van de leer der humores of lichaamssappen. Hij vertaalde alles wat Hippocrates aangeraden had over aderlatingen. Hij onderhield relaties met de hoogleraren geneeskunde aan de universiteit van Padua doch ging er nooit heen. Dit veranderde in 1551. 
Trincavelli werd benoemd tot hoogleraar praktische geneeskunde (1551) en behield dit ambt tot zijn dood. Zo kwam het voor dat hij doceerde in het Oudgrieks over Hippocrates’ leer over koorts, geneesmiddelen of andere praktische medische zaken. Hij bleef verder filosofie doceren aan de Scuola di Rialto. Tijdens een van zijn reizen naar Venetië overleed hij (1563).
Na zijn dood volgden nog publicaties. Het ging om commentaren van hem, in het Latijn opgesteld, over de leer van Galenus.